# Spicule (ster)

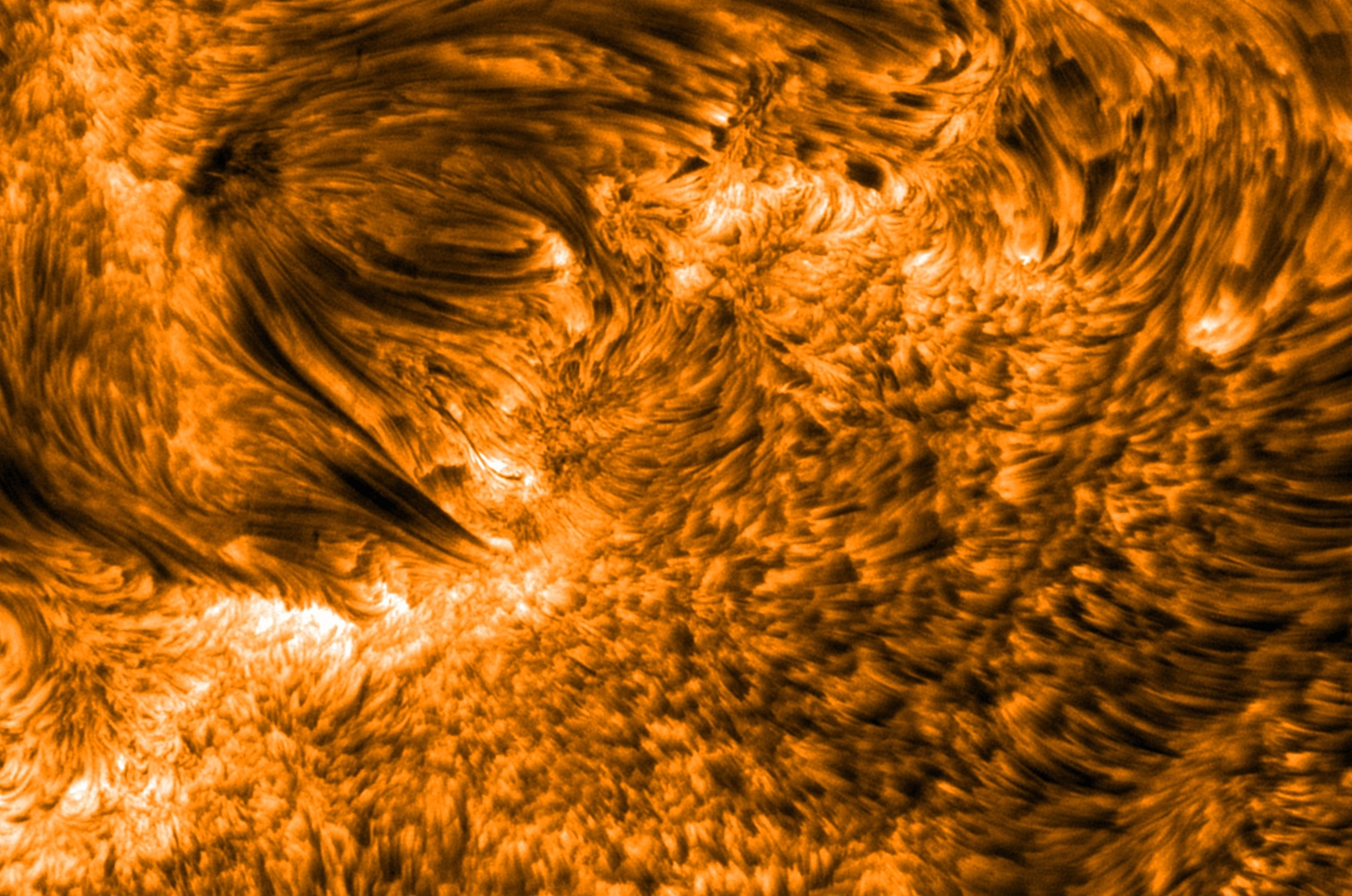
Spicule op de zon

In de zonnefysica is een spicule (Latijn: spiculum "top"; meervoud spicula) een buisachtig, eruptief verschijnsel dat zich voordoet in de chromosfeer van de Zon en vermoedelijk ook in die van andere sterren. Ze werden bij de zonsverduistering in 1877 voor het eerst aan de rand van de Zon waargenomen door pater Angelo Secchi van de Vaticaanse Sterrenwacht in Rome. Spiculen zijn zichtbaar als snel veranderende, naar boven gerichte sprietachtige, uit gas bestaande uitlopers van de fotosfeer. Zoals pas rond 1950 algemeen bekend werd, zijn spiculen extreem snelle zonnewarmtekanalen die zich vooral in de buurt van zonnevlekken concentreren. Ze worden veroorzaakt door heftige convectie onder het oppervlak van de Zon (fotosfeer), die de stralingswarmte vanuit het binnenste van de Zon naar buiten transporteert. 
Spiculen hebben diameters van enkele honderden tot zo'n duizend kilometer. Zij kunnen wel 10.000 km lang zijn en schieten met een snelheid van soms wel 70.000 kilometer per uur (20 km/s) omhoog.  

## Type I en II
Door sommige onderzoekers worden twee types onderscheiden. Andere onderzoekers zien dat onderscheid niet. 
1. Type I spiculen blijven 3-7 minuten bestaan, reizen eerst omhoog en dan omlaag
2. Type II spiculen blijven slechts enkele tientallen seconden bestaan en verdwijnen dan zonder neergaande beweging.